# Tomás Charles
Tomás Charles (n. Villa Domínico, Provincia de Buenos Aires, Argentina; 12 de junio de 1985) es un futbolista argentino. Juega de defensor y actualmente se encuentra sin club.

## Biografía
Charles debutó en Independiente el 26 de junio de 2004, en la victoria del Rojo por 2-1 a Nueva Chicago.
Después de dos años en el conjunto de Avellaneda, en donde jugó 14 partidos, es vendido al Nyíregyháza Spartacus de la Nemzeti Bajnokság I, primera división de Hungría. Allí, no tuvo la posibilidad de jugar.
Por su mal paso por el fútbol europeo, regresó al fútbol argentino para jugar en Instituto, de la Primera B Nacional. En la Gloria jugó bastantes partidos en un equipo que estuvo a 3 puntos de jugar la Promoción.
En 2010, decidió irse del país, esta vez para jugar en Racing Club de Montevideo, participante de la Primera División de Uruguay. En el Cervecero jugó sólo 6 partidos en el Torneo Clausura.
Al año siguiente, llega libre a Reboceros de La Piedad, equipo de la Liga de Ascenso de México, segunda categoría del fútbol azteca. En el Auriazul tampoco jugó muchos partidos, pero convirtió su primer gol profesional el 26 de marzo frente a Veracruz, partido que terminó 1-1.
A mediados de 2011, Mérida es el nuevo equipo de Charles. Allí, juega durante 2 años y participa en varios partidos.
Tras su buena actuación en Mérida, en 2013 Estudiantes de Altamira se hace con sus servicios, pero no juega muchos partidos.
Decide regresar a la Argentina en 2014, jugando para Almagro, que jugaba en la Primera B. En el Tricolor juega casi todos los partidos de la segunda rueda del campeonato.
Charles vuelve a irse del país, para probar su primera experiencia en Chile, siendo parte del plantel de Unión La Calera, dónde es titular en casi todo el torneo.
Por sus buenas actuaciones en el Rojo, Club de Deportes Iquique lo contrata. En los Dragones Celestes llega a disputar Copa Libertadores y Copa Sudamericana.
Por ello, Boca Unidos, de la Primera B Nacional, decide repatriar al jugador. Llega al club correntino en enero, y juega la mayor parte de partidos, pero decide irse del equipo porque desciende al Torneo Federal A.
Vuelve a irse a Chile, para jugar en Deportes Temuco, pero no disputa ningún partido.
Charles llega a Argentino de Quilmes, recién ascendido a la Primera B. Solo disputó un partido (derrota 2-0 frente a Defensores Unidos).

## Clubes
|                     | Club                    | País                | Año                 | PJ  | G  | Media goleadora |
| ------------------- | ----------------------- | ------------------- | ------------------- | --- | -- | --------------- |
|                     | Independiente           | Argentina           | 2006-2008           | 14  | 0  | 0,00            |
|                     | Nyíregyháza Spartacus   | Hungría             | 2007-2008           | 0   | 0  | 0,00            |
|                     | Instituto               | Argentina           | 2008-2009           | 24  | 0  | 0,0             |
|                     | Racing de Montevideo    | Uruguay             | 2010                | 6   | 0  | 0,00            |
|                     | Reboceros de La Piedad  | México              | 2011                | 7   | 1  | 0,14            |
|                     | Mérida                  | México              | 2011-2013           | 57  | 2  | 0,03            |
|                     | Estudiantes de Altamira | México              | 2013                | 13  | 3  | 0,23            |
|                     | Almagro                 | Argentina           | 2014                | 18  | 1  | 0,05            |
|                     | Unión La Calera         | Chile               | 2014-2015           | 31  | 4  | 0,12            |
|                     | Deportes Iquique        | Chile               | 2015-2017           | 77  | 3  | 0,03            |
|                     | Boca Unidos             | Argentina           | 2018                | 10  | 1  | 0,1             |
|                     | Deportes Temuco         | Chile               | 2018                | 0   | 0  | 0,00            |
|                     | Argentino de Quilmes    | Argentina           | 2019-2020           | 9   | 0  | 0,00            |
| Total en su carrera | Total en su carrera     | Total en su carrera | Total en su carrera | 266 | 15 | 0,07            |